# Muzeum Wojsk Lądowych
Das Muzeum Wojsk Lądowych (deutsch: Heeresmuseum) mit Sitz in Bydgoszcz ist das einzige polnische Museum der Landstreitkräfte.

## Geschichte des Museums
Das Museum pflegt die Tradition des 1928 in Bydgoszcz entstandenen Militärmuseums. 1973 entstand in Bydgoszcz das Traditionsmuseum des Pommerischen Militärbezirkes, das 2003 in Pomorskie Muzeum Wojskowe (Pommerisches Militärmuseum) umbenannt und 2010 unter dem jetzigen Namen in eine staatliche Institution umgewandelt wurde. Außenstellen des Museums gibt es in Toruń (Artillerie und Raketenstreitkräfte) und Wrocław (Pioniere).

## Ausstellungen
Das Museum beschäftigt sich in erster Linie mit der Militärgeschichte von Pommern und Kujawien. Weitere Ausstellungen befassen sich unter anderem mit dem Posener Aufstand, der Garnison Bydgoszcz 1920–1939, dem polnischen Widerstand im Zweiten Weltkrieg und den polnischen Streitkräften im Zweiten Weltkrieg.